# Peter Stuyvesant
Peter Stuyvesant [stajvesent], nizozemsky Petrus Stuyvesant (asi 1592, Peperga nebo Scherpenzeel ve Frísku — únor 1672, New York) byl správce nizozemských kolonií v Severní Americe (Nové Nizozemí), který se neúspěšně pokusil zabránit Britům v ovládnutí Nového Amsterdamu (dnes New Yorku).

## Život
Pocházel z rodiny kalvínského faráře a studoval na univerzitě ve Franekeru, ale byl z neznámých důvodů vyloučen roku 1629. Od roku 1632 pracoval pro Nizozemskou západoindickou společnost, klíčovou organizaci nizozemského obchodu v Severní Americe.

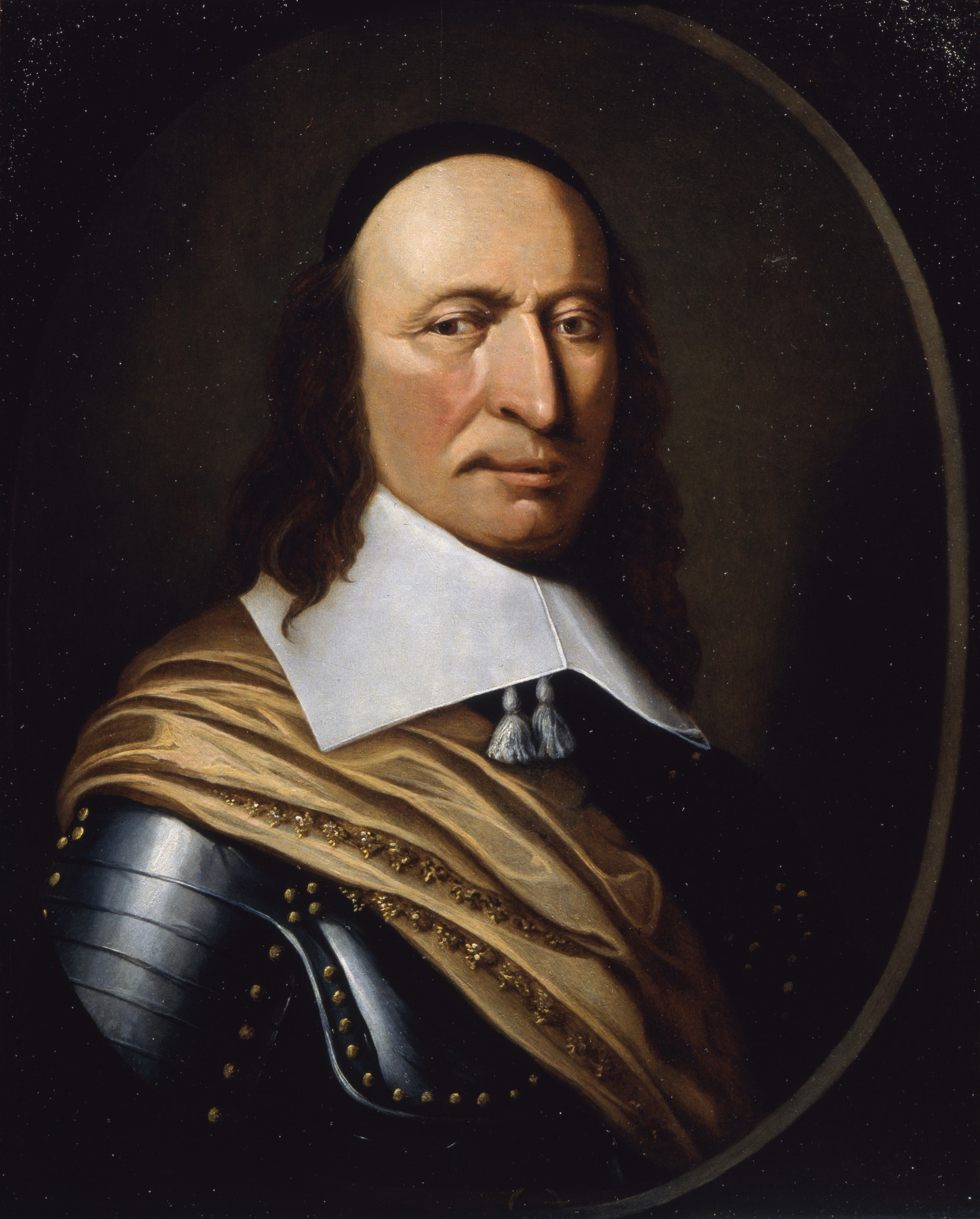
Portrét Petera Stuyvesanta, vytvořený pravděpodobně nizozemským malířem Hendrickem Couturierem

Působil jako guvernér nejprve na ostrovech v Karibiku, na Curaçau, Arubě a Bonairu. V boji s Portugalci na ostrově Saint Martin byl zraněn a pravou nohu mu museli amputovat; používal poté dřevěnou náhradu. Roku 1645 se stal generálním ředitelem všech nizozemských kolonií v Severní Americe.

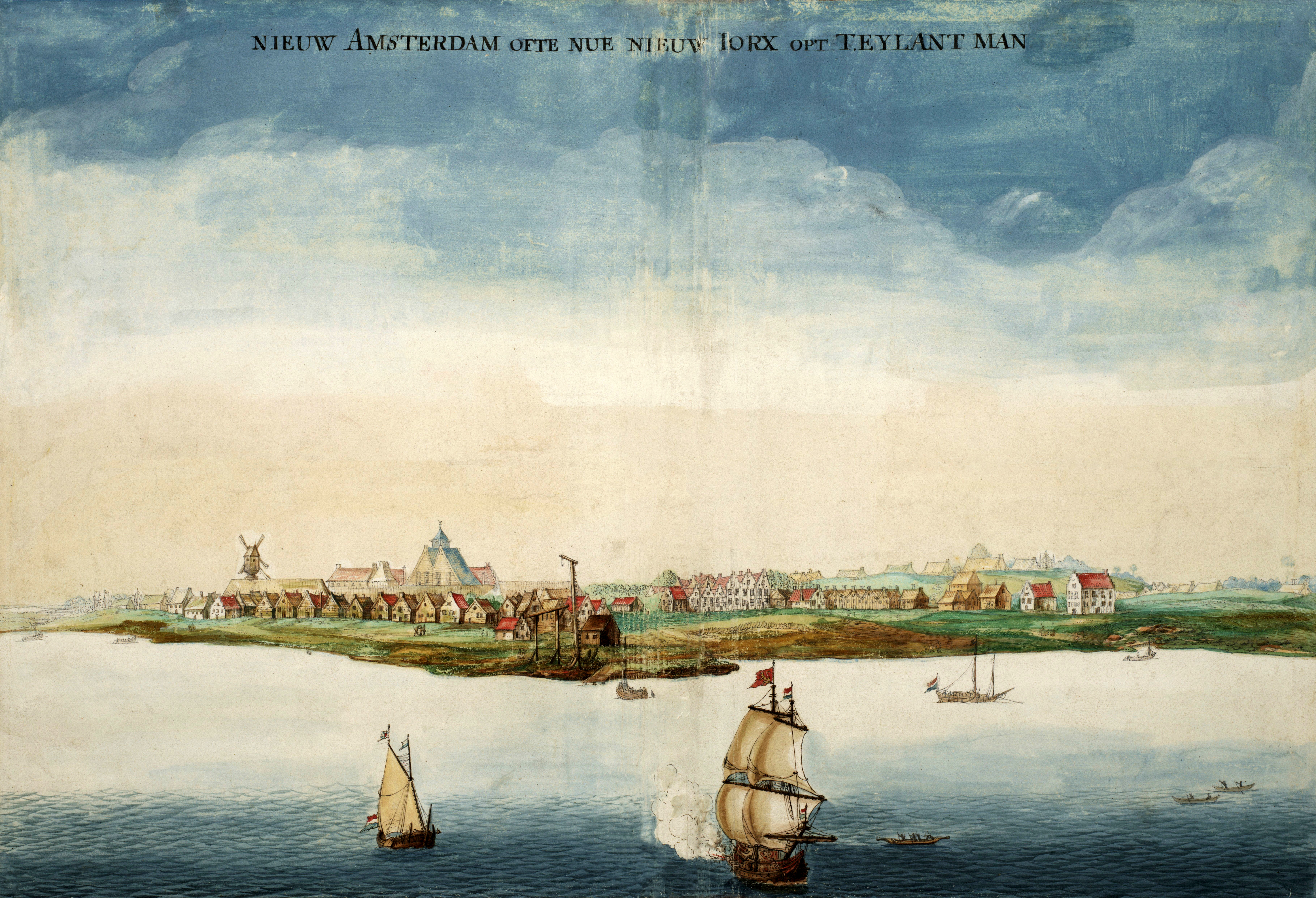
Nový Amsterdam roku 1664

Když roku 1647 přijel do Nového Amsterdamu (dnešní New York), musel hned čelit tlaku místních kolonistů, kteří se domáhali zřízení samosprávy. Tomu Stuyvesant částečně vyhověl roku 1647 zřízením tzv. sboru devíti a především roku 1653 založením obecní rady po vzoru nizozemských měst. Nespokojenost místních tím však spíše vzrostla, protože Stuyvesant nikdy nedovolil, aby tyto orgány fungovaly opravdu demokraticky a držel je pod kontrolou. Jako přísný kalvinista odmítal přistěhovalce jiných vyznání a jen pod tlakem nizozemské vlády nakonec připustil Židy.
Nizozemci ztratili velké území v Brazílii, aby uhájili Connecticut. Stuyvesantovi se však podařilo vytlačit Švédy od řeky Delaware a uzavřít mírovou smlouvu s tamními indiány. V srpnu 1664 však na Nový Amsterodam zaútočili Britové. Měšťané odmítli Stuyvesanta v boji podpořit, a tak plukovník Richard Nicolls z pověření anglického krále se čtyřmi fregatami město snadno a rychle dobyl. Zbytek života strávil Stuyvesant na své farmě Bouwerie – odtud dnešní čtvrť Bowery v New Yorku, tam je v kostele sv. Martina také pohřben.